# Ищван Сабо
Вижте пояснителната страница за други личности с името Сабо.
Ищван Сабо (на унгарски: Szabó István) е кинорежисьор и сценарист от унгарски произход. Един от основателите на Европейската киноакадемия.
Сред първите му игрални филми са „Време на мечти“ (1964), „Баща“ (1966), „Любовен филм“ (1970), „Улица „Пожарникарска“ (1973) и „Будапещенски разкази“ (1976).
С филма „Доверие“ (1980) Сабо радикално променя стила си и това му носи „Сребърна мечка“ (най-добра режисура) от Берлинале, а филмът е номиниран за 53-тите Награди на филмовата академия на САЩ. През следващата година заснема филма „Мефисто“ – екранизация по романа на Клаус Ман. Филмът печели награда за най-добър сценарий от Кан и Оскар за чуждоезичен филм.

## Избрана филмография
- „Любовен филм“ (Szerelmesfilm, 1970)
- „Доверие“ (Bizalom, 1980)
- „Мефисто“ (Mephisto, 1981)
- „Полковник Редл“ (Oberst Redl, 1985)
- „На среща с Венера“ (Meeting Venus, 1991)
- „Извънредни мерки“ (Taking Sides, 2001)